# Regional Preferente de La Rioja 2002-03
La temporada 2002-03 de Regional Preferente de La Rioja era el quinto y último nivel de las Ligas de fútbol de España para los clubes de La Rioja, por debajo de la Tercera División de España.

## Sistema de competición
Los 25 equipos se reparten en dos grupos, que se enfrentan a doble vuelta, una vez en casa y otra en el campo del equipo rival, todos contra todos.
Los cuatro primeros clasificados de cada grupo pasan a una fase de ascenso, en modo liguilla, enfrentándose también todos contra todos a doble vuelta. El campeón de esta liguilla asciende a Tercera División. El segundo clasificado se enfrentará en un playoff a ida y vuelta contra el segundo clasificado de la Preferente de Navarra. El ganador de este playoff también consigue el ascenso.
El resto de clasificados jugarán una fase de permanencia sin posibilidad de ascender o descender.
Si ascendieran desde el grupo XV de Tercera División más equipos riojanos de los que descendieran desde Segunda B, habría más plazas de ascenso, que obtendrían los siguientes clasificados de la fase de ascenso.

## Grupo 1[1]
| Pos. | Equipo                   | Pts. | PJ | G  | E  | P  | GF | GC | Dif. |                           |
| ---- | ------------------------ | ---- | -- | -- | -- | -- | -- | -- | ---- | ------------------------- |
| 1    | C. D. Berceo (C)         | 50   | 24 | 15 | 5  | 4  | 38 | 15 | +23  | Fase de ascenso a Tercera |
| 2    | C. D. Anguiano           | 47   | 24 | 14 | 5  | 5  | 51 | 39 | +12  | Fase de ascenso a Tercera |
| 3    | Casalarreina C. F.       | 44   | 24 | 13 | 5  | 6  | 44 | 30 | +14  | Fase de ascenso a Tercera |
| 4    | C. D. Cenicero           | 42   | 24 | 12 | 6  | 6  | 40 | 25 | +15  | Fase de ascenso a Tercera |
| 5    | Náxara C. D.             | 40   | 24 | 11 | 7  | 6  | 43 | 25 | +18  |                           |
| 6    | C. D. Villegas           | 39   | 24 | 12 | 3  | 9  | 53 | 29 | +24  |                           |
| 7    | Yagüe C. F.              | 39   | 24 | 10 | 9  | 5  | 48 | 40 | +8   |                           |
| 8    | A. D. Fundación Logroñés | 34   | 24 | 9  | 7  | 8  | 40 | 31 | +9   |                           |
| 9    | C. D. Tedeón             | 31   | 24 | 7  | 10 | 7  | 36 | 37 | −1   |                           |
| 10   | C. F. Laguardia          | 20   | 24 | 6  | 2  | 16 | 25 | 51 | −26  |                           |
| 11   | C. D. La Calzada         | 18   | 24 | 5  | 3  | 16 | 18 | 43 | −25  |                           |
| 12   | C. D. San Lorenzo        | 15   | 24 | 3  | 6  | 15 | 30 | 64 | −34  |                           |
| 13   | C. D. Bañuelos           | 11   | 24 | 1  | 8  | 15 | 25 | 62 | −37  |                           |

 Fuente: www.futbol-regional.es

## Grupo 2[2]
| Pos. | Equipo                           | Pts. | PJ | G  | E | P  | GF | GC | Dif. |                                              |
| ---- | -------------------------------- | ---- | -- | -- | - | -- | -- | -- | ---- | -------------------------------------------- |
| 1    | C. D. Varea (C)                  | 52   | 22 | 16 | 4 | 2  | 69 | 15 | +54  | Fase de ascenso a Tercera                    |
| 2    | C. D. Agoncillo                  | 51   | 22 | 16 | 3 | 3  | 62 | 18 | +44  | Fase de ascenso a Tercera                    |
| 3    | C. D. Pradejón                   | 50   | 22 | 16 | 2 | 4  | 64 | 23 | +41  | Fase de ascenso a Tercera                    |
| 4    | C. D. Arnedo                     | 39   | 22 | 11 | 6 | 5  | 44 | 27 | +17  | Fase de ascenso a Tercera                    |
| 5    | Valvanera C. D.                  | 35   | 22 | 10 | 5 | 7  | 43 | 36 | +7   |                                              |
| 6    | C. P. San Cosme                  | 34   | 22 | 10 | 4 | 8  | 43 | 36 | +7   |                                              |
| 7    | S. D. Oyonesa                    | 32   | 22 | 10 | 2 | 10 | 38 | 36 | +2   |                                              |
| 8    | C. F. Rápid                      | 31   | 22 | 9  | 4 | 9  | 33 | 37 | −4   |                                              |
| 9    | C. D. Recreación de La Rioja "B" | 21   | 22 | 6  | 3 | 13 | 27 | 47 | −20  | El club no compite en la siguiente temporada |
| 10   | C. D. Aldeano                    | 13   | 22 | 4  | 1 | 17 | 21 | 77 | −56  | El club no compite en la siguiente temporada |
| 11   | C. At. Vianés                    | 12   | 22 | 3  | 3 | 16 | 21 | 71 | −50  |                                              |
| 12   | Peña Balsamaiso C. F.            | 7    | 22 | 2  | 1 | 19 | 20 | 62 | −42  |                                              |

 Fuente: www.futbol-regional.es

## Fase de Ascenso[3]
| Pos. | Equipo              | Pts. | PJ | G | E | P  | GF | GC | Dif. |                                |
| ---- | ------------------- | ---- | -- | - | - | -- | -- | -- | ---- | ------------------------------ |
| 1    | C. D. Agoncillo (A) | 31   | 14 | 9 | 4 | 1  | 24 | 7  | +17  | Ascenso a Tercera              |
| 2    | C. D. Pradejón      | 30   | 14 | 9 | 3 | 2  | 38 | 15 | +23  | Promoción de ascenso a Tercera |
| 3    | C. D. Varea         | 26   | 14 | 7 | 5 | 2  | 30 | 12 | +18  |                                |
| 4    | C. D. Anguiano      | 22   | 14 | 6 | 4 | 4  | 26 | 22 | +4   |                                |
| 5    | C. D. Berceo        | 19   | 14 | 5 | 4 | 5  | 17 | 22 | −5   |                                |
| 6    | C. D. Arnedo        | 14   | 14 | 4 | 2 | 8  | 17 | 23 | −6   |                                |
| 7    | C. D. Cenicero      | 8    | 14 | 2 | 2 | 10 | 9  | 41 | −32  |                                |
| 8    | Casalarreina C. F.  | 5    | 14 | 1 | 2 | 11 | 5  | 24 | −19  |                                |

 Fuente: arquero-arba.futbolme.net
C. D. Pradejón y C. D. Varea, pese a no haber conseguido el ascenso, finalmente ascendieron gracias a las vacantes en el grupo XV de Tercera División debido a los ascensos de C. D. Alfaro y C. D. Recreación de La Rioja 

## Promoción de ascenso
| Equipo 1     | Agr. | Equipo 2       | Ida | Vuelta |
| ------------ | ---- | -------------- | --- | ------ |
| C. D. Huarte | 3-1  | C. D. Pradejón | 3-0 | 0-1    |

| Ida; 8 de junio de 2003 | C. D. Huarte | 3-0 | C. D. Pradejón |  |  |

| Vuelta; 15 de junio de 2003 | C. D. Pradejón | 1-0 (Global 1-3) | C. D. Huarte |  |  |

| Asciende el C. D. Huarte |

## Fase de Permanencia: Grupo 1[4]
| Pos. | Equipo           | Pts. | PJ | G | E | P  | GF | GC | Dif. |
| ---- | ---------------- | ---- | -- | - | - | -- | -- | -- | ---- |
| 1    | C. P. San Cosme  | 28   | 12 | 9 | 1 | 2  | 26 | 10 | +16  |
| 2    | C. F. Rápid      | 26   | 12 | 8 | 2 | 2  | 23 | 13 | +10  |
| 3    | Yagüe C. F.      | 22   | 12 | 7 | 1 | 4  | 21 | 14 | +7   |
| 4    | Náxara C. D.     | 18   | 12 | 6 | 0 | 6  | 21 | 24 | −3   |
| 5    | C. D. Bañuelos   | 16   | 12 | 4 | 4 | 4  | 18 | 16 | +2   |
| 6    | C. D. La Calzada | 6    | 12 | 1 | 3 | 8  | 11 | 25 | −14  |
| 7    | C. D. Tedeón     | 4    | 12 | 1 | 1 | 10 | 10 | 28 | −18  |

 Fuente: arquero-arba.futbolme.net

## Fase de Permanencia: Grupo 2[5]
| Pos. | Equipo                   | Pts. | PJ | G | E | P  | GF | GC | Dif. |
| ---- | ------------------------ | ---- | -- | - | - | -- | -- | -- | ---- |
| 1    | C. D. Villegas           | 27   | 12 | 8 | 3 | 1  | 27 | 13 | +14  |
| 2    | S. D. Oyonesa            | 26   | 12 | 7 | 5 | 0  | 30 | 13 | +17  |
| 3    | Peña Balsamaiso C. F.    | 19   | 12 | 5 | 4 | 3  | 28 | 16 | +12  |
| 4    | A. D. Fundación Logroñés | 18   | 12 | 5 | 3 | 4  | 16 | 13 | +3   |
| 5    | Valvanera C. D.          | 17   | 12 | 5 | 2 | 5  | 20 | 17 | +3   |
| 6    | C. F. Laguardia          | 7    | 12 | 2 | 1 | 9  | 9  | 30 | −21  |
| 7    | C. D. San Lorenzo        | 3    | 12 | 1 | 0 | 11 | 12 | 40 | −28  |

 Fuente: arquero-arba.futbolme.net